# Шлегово
Шле́гово (мак. Шлегово) — село у Північній Македонії, входить до складу общини Кратово Північно-Східного регіону.
Населення — 373 особи (перепис 2002) в 142 господарствах.

## Галерея

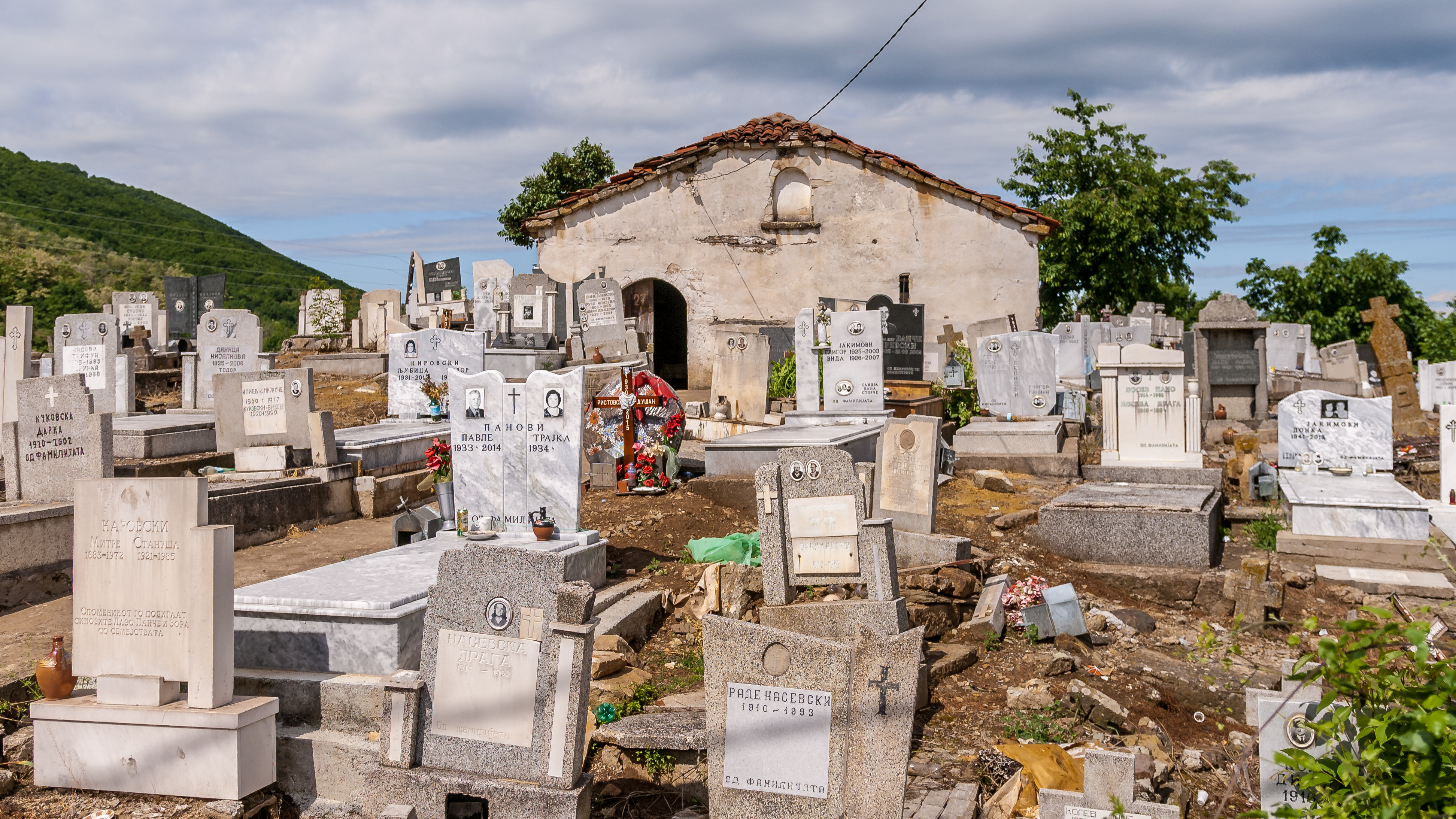
Кладовище та церква святого Миколая
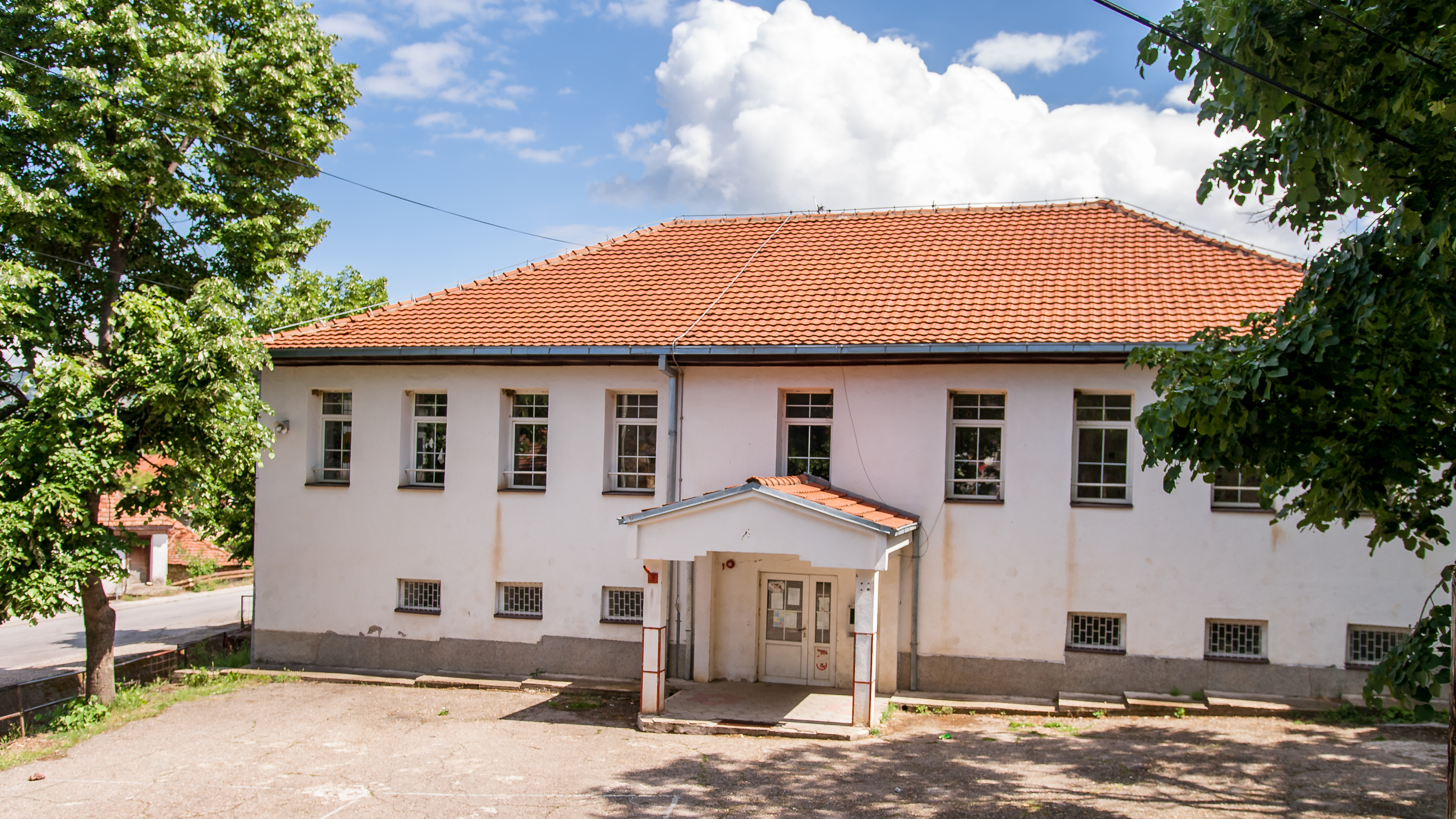
Школа
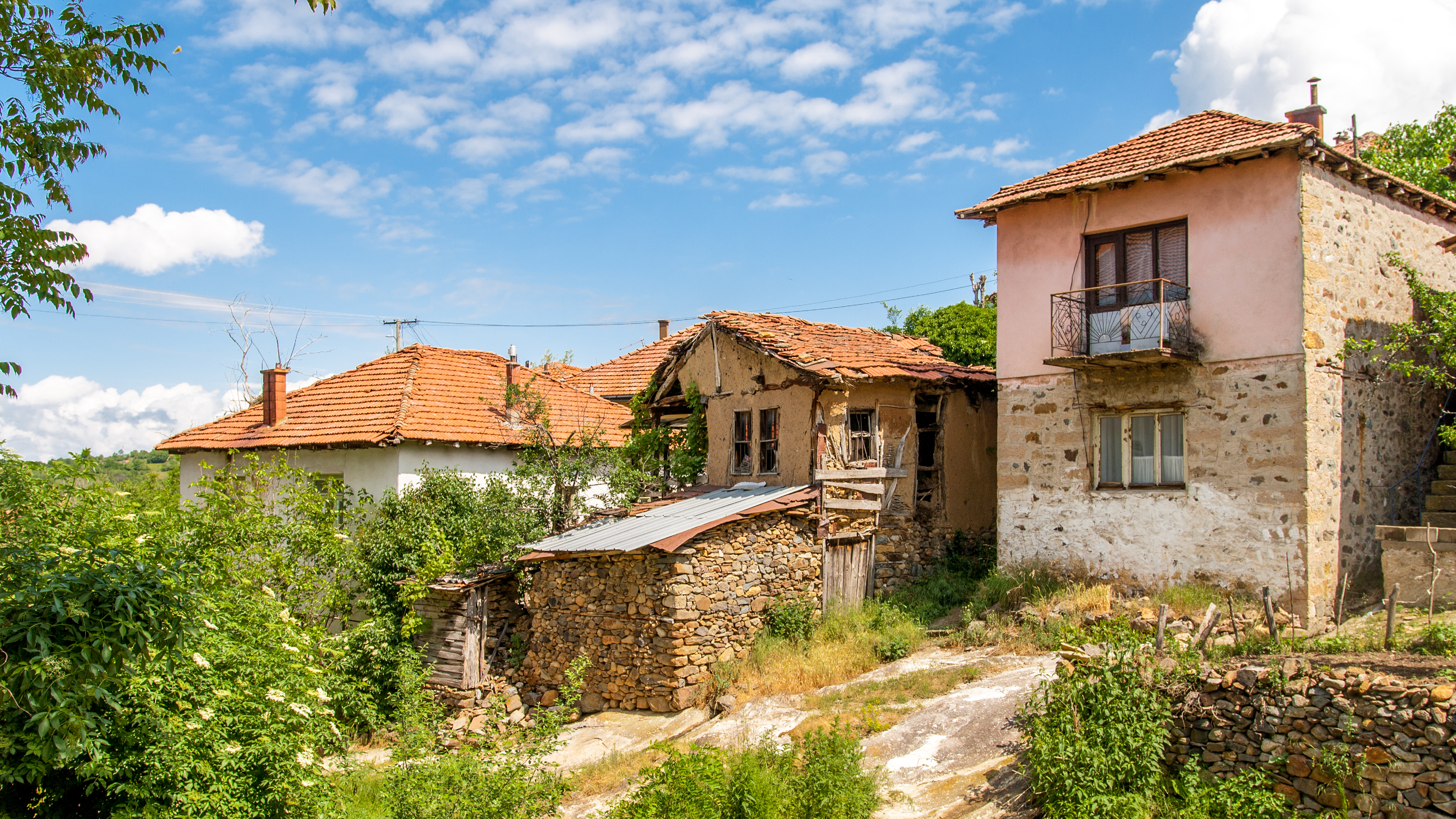
Старі будинки